# Robert Taylor (lekkoatleta)
Robert James Taylor (ur. 14 września 1948 w Tyler w stanie Teksas, zm. 13 listopada 2007 w Houston w Teksasie) – amerykański lekkoatleta sprinter, mistrz i wicemistrz olimpijski z 1972 z Monachium.
Zdobył mistrzostwo Stanów Zjednoczonych (AAU) w biegu na 100 metrów w 1972, a w amerykańskich kwalifikacjach przedolimpijskich zajął 3. miejsce na tym dystansie za Edwardem Hartem i Reynaudem Robinsonem.
Na igrzyskach olimpijskich w 1972 w Monachium Hart i Robinson spóźnili się na swe biegi ćwierćfinałowe, więc Taylor był jedynym amerykańskim finalistą na 100 metrów. Zdobył w tej konkurencji srebrny medal przegrywając z Walerym Borzowem. Był również członkiem amerykańskiej sztafety 4 × 100 metrów, gdzie biegł na 2. zmianie, która zdobyła złoty medal, w finale poprawiając rekord świata czasem 38,19 s (biegła w składzie: Larry Black, Robert Taylor, Gerald Tinker i Edward Hart).
Po zakończeniu kariery sportowej Taylor był nauczycielem w Missouri City w Teksasie.

## Rekordy życiowe
- bieg na 100 jardów – 9,2 s (1969)
- bieg na 100 metrów – 10,16 s (1972)
- bieg na 200 metrów – 20,8 s (1970)